# The Speed Kings
The Speed Kings è un cortometraggio muto statunitense del 1913 diretto da Wilfred Lucas  prodotto dalla Keystone Film Company. Con una combinazione di scene comiche, riprese autentiche delle corse e un pizzico di romanticismo, il film offre uno spaccato unico dell'epoca delle corse automobilistiche agli albori del XX secolo  e vede la partecipazione di figure di spicco dell'epoca, sia nel campo cinematografico, come Mabel Normand, Roscoe "Fatty" Arbuckle, Ford Sterling, che in quello delle corse, come Earl Cooper, Teddy Tetzlaff e Barney Oldfield.

## Trama
La giovane Mabel è innamorata di Teddy Tetzlaff, un audace pilota di fama internazionale noto per il suo stile spericolato in pista. Tuttavia, il padre di Mabel, una figura prepotente e dal carattere eccentrico, preferisce che la figlia sposi Earl Cooper, un altro famoso pilota, noto per il suo approccio più metodico e controllato alle gare. Quando arriva il giorno della grande corsa automobilistica, determinato a garantire la vittoria del suo favorito, il padre di Mabel decide di sabotare l'auto di Teddy. Intanto, tra il pubblico, si snodano diverse situazioni comiche, compresa una scaramuccia tra il padre di Mabel e un corpulento addetto alla pista, che interviene per riportare l'ordine. Durante la gara, le riprese mostrano veri piloti dell'epoca, tra cui Earl Cooper e Barney Oldfield, impegnati in un testa a testa spettacolare. Nonostante il tifo di Mabel, Teddy non riesce a vincere a causa del sabotaggio e la gara viene conquistata da Earl. Tuttavia, la ragazza non si lascia scoraggiare e, ignorando le imposizioni del padre, scappa con Teddy, sancendo così la sua scelta romantica.